# Iso Grifo
El Iso Grifo es un automóvil deportivo producido por el fabricante italiano Iso Rivolta entre 1963 y 1974.

## Comienzos

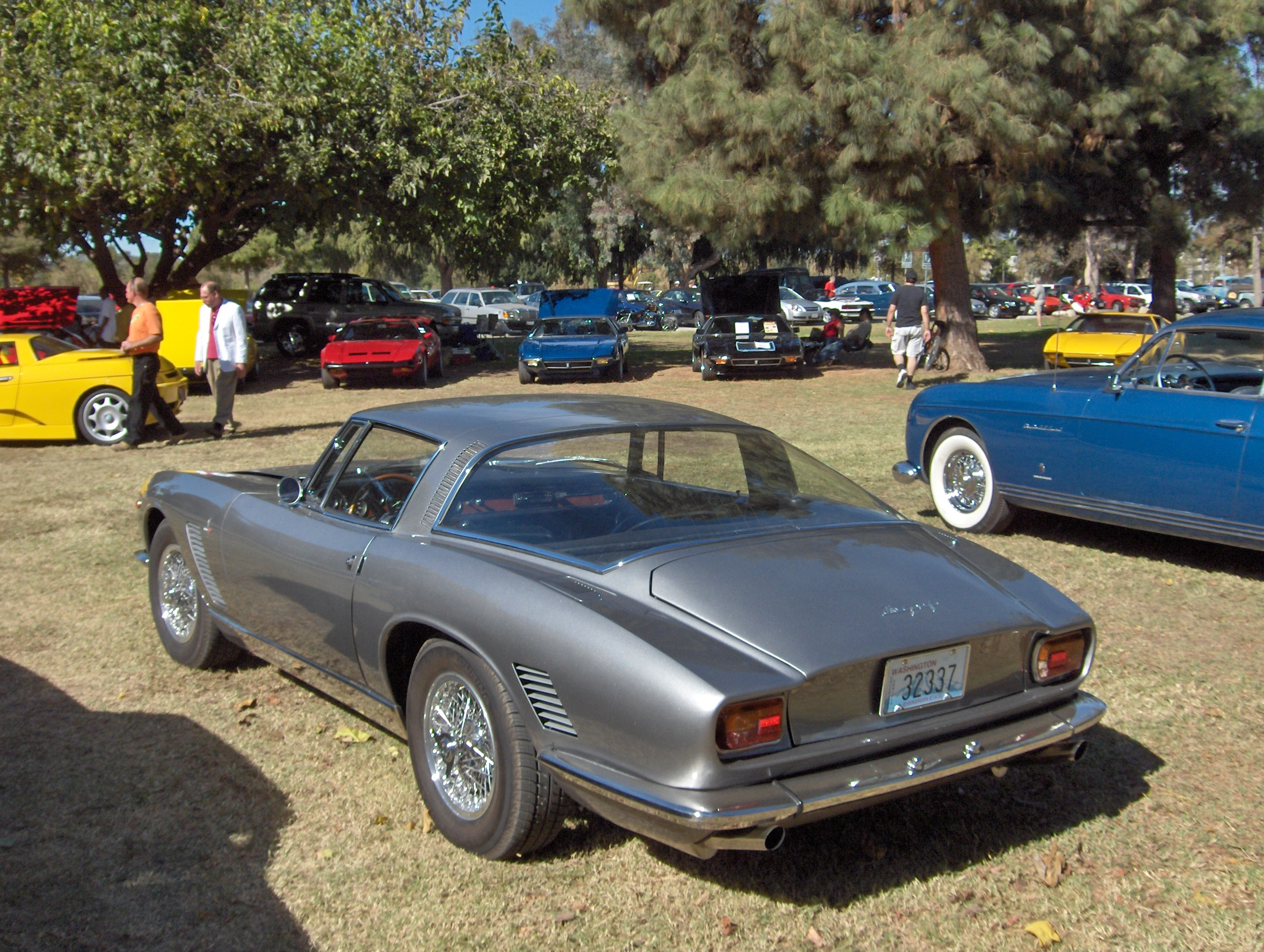
Iso Grifo Serie I, vista de la zaga.

Iso S.p.A. en Bresso era bien conocida por la producción del extremadamente bien construido y rápido Iso Rivolta IR300; un elegante cupé 2+2 sobre la base mecánica de un Chevrolet Corvette. Tras abandonar Ferrari, en 1961 Giotto Bizzarrini fundó “Prototipi Bizzarrini” en Livorno, Toscana donde trabajó como diseñador y asesor para diferentes marcas como ATS, Lamborghini e Iso Rivolta. En 1963 diseñó el Iso Grifo A3/L (L por Lusso:la palabra italiana para Lujo) para Renzo Rivolta, que estaba buscando al sucesor de su Iso Rivolta GT. La carrocería fue diseñada por Giorgetto Giugiaro en Bertone, mientras Bizzarrini puso su experiencia en la parte mecánica. Bizzarrini se figuró que le pedirían una versión de competición del Grifo e ideó el A3/C (C por Corsa) , con un cuerpo de aleación modificado en extremo. Más tarde, a esta versión se le denominó "GTO mejorado", ya que había diseñado el 250 GTO cuando trabajaba para Ferrari. El motor se retrasó unos 40 centímetros (16 pulgadas), por lo que el A3/C fue uno de los primeros coches construidos con motor frontal-central. Para ajustar el encendido una pieza del tablero de instrumentos se eliminó. Ambos coches permanecieron en construcción al mismo tiempo.
Ese mismo año Bertone mostró el prototipo del Grifo A3/L en el Salón del Automóvil de Turín, mientras Iso exponía la versión de competición (parcialmente inconclusa): el Iso Grifo A3/C. Ambos fueron un éxito abrumador. A pesar de los cambios que tuvieron que hacerse en el prototipo, Iso se concentró en tener al Grifo A3/L preparado para la producción. El coche tuvo un luminoso lavado de cara que hizo que fuese menos agresivo, pero que lo convirtió , posiblemente, en el Gran Turismo (GT) superdeportivo de aspecto más elegante, jamás producido. 
Este "callejero" Iso Grifo GL recibió el rápido, modificado pero fiable motor 327 V8 (5.4 L) del Chevrolet Corvette ; con 300 o 350 CV, acoplado a un cambio Borg-Warner de 4 velocidades. Estos motores fueron fabricados en Estados Unidos, pero fueron revisados y modificados antes de ser instalados, como había sucedido ya con el Iso Rivolta GT. Con más de 400 caballos de fuerza (300 kW) y un peso de menos de 1000 kg (2,200 libras ), el vehículo fue capaz de alcanzar velocidades de más de 275 km/h (171 mph).
Mientras que Renzo Rivolta se centró en el A3/L; Giotto trató de promover el A3/C- provocando cierta tensión entre los dos. Esto significó que el Grifo GL se fabricase en Bresso y el A3/C en la factoría de Coches Deportivos de Piero Drogo en Módena bajo la estricta supervisión de Giotto. En 1964 el prototipo del Grifo A3/C compitió en Le Mans con el dorsal nº 1 (Edgar Berney/ Pierre Noblet), funcionando bien hasta que los problemas de frenado necesitaron dos horas de parada en boxes . El coche reanudó la carrera, para finalmente terminar en el puesto 14, un resultado alentador para un coche nuevo. Solo 22 unidades del Bizzarrini Grifo A3 /C fueron construidas antes de que un desacuerdo entre Renzo y Bizzarrini pusiera fin a la cooperación.

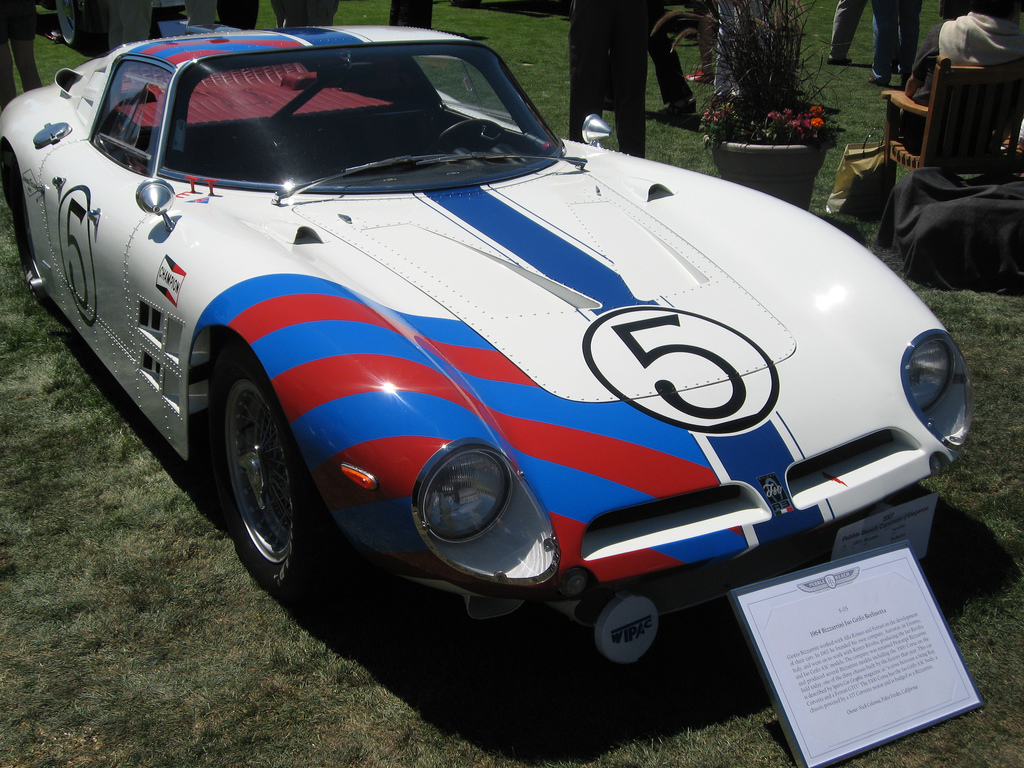
Bizzarini Iso Grifo 5300 Corsa

## Caminos separados
Finalmente en 1965 Giotto Bizzarrini y Renzo Rivolta se separaron y esto preparó el escenario para la producción separada del Grifo GL de calle y el Bizzarrini A3/C de "competición". Giotto refinó su A3/C y esto finalmente provocó la aparición de la famosa línea de los Bizzarrini 5300 Strada y Corsa . De aquí en adelante el nombre "Grifo" se perdió en relación con Bizzarrini.
Si seguimos esta línea paralela de automóviles, Bizzarrini siguió construyendo tanto los Bizzarrini Strada como los Corsa, y tenía los chasis de aleación (¡elaborados con más de 10000 remaches!) construidos por BBM de Módena. En 1966 introdujo una versión reducida; el Bizzarrini 1900 "Europa" que se expuso por primera vez en 1967. La mayoría de estos vehículos tiene una versión modificada de los motores Opel 1900, se sabe que algunos montaron motores Alfa Romeo. Sólo alrededor del 17 modelos Europa fueron construidos, lo que le convierte en uno de sus creaciones más raras. Aún más rara es la versión Barchetta, el P538 con solo tres unidades producidas. Un total de alrededor de 155 Bizzarrini Stradas y Corsa fueron construidos antes de que Bizzarrini se cerrase en 1969 después de una bancarrota; todos los coches y partes restantes fueron vendidas , por lo que circulan algunos falsos Bizarrini. Ya se han contabilizado unos pocos Stradas y P538S falsos, por lo que un comprador potencial debe ser muy exigente cuando se le ofrece un Bizzarrini. Un Bizzarrini auténtico es uno de los coches deportivos más buscados en el mundo, no solo debido a su rareza, también sobre todo por su belleza agresiva.

## La producción comienza
Regresando al Iso Grifo "de lujo", Renzo Rivolta recibe críticas por su imponente Iso Grifo GL. El coche desarrolló 390 CV (290 kW) en su versión de producción y podía llegar a unos asombrosos 110 km/h (68 mph) en la primera marcha. Renzo Rivolta también expuso un Grifo A3/L Spyder en el Salón del Automóvil de Ginebra, y como solo se fabricó un ejemplar, este coche es el Iso más exclusivo y buscado. Su paradero se desconoce, pero el dueño lo mantiene almacenado sin restaurar lejos del público. La producción del Iso Grifo GL comenzó en 1965 y los clientes están muy contentos con sus autos, especialmente por la combinación de elegancia y rendimiento. En octubre de 1966, el primer Grifo (auto #97) con techo Targa se mostró en Turín . Este era el primero de los 13 Targas de la Serie I jamás construidos, un estilo de carrocería muy deseable para los coleccionistas (hubo cuatro Targas serie II construidos para un total de 17 Targas, sin incluir una buscada versión Targa no oficial, construida por Pavesi que lucía paneles extraíbles de acero en el techo, y una ventana escamoteable en la parte trasera)
En 1968, el Grifo 7 Litri fue presentado, este coche tiene el espectacular bloque motor Corvette L71 (una versión Tri-Power de los famosos Corvette 427). Esta planta de energía (siete litros) requirió muchos cambios en el coche para encajarlo y un morro abultado era necesario debido a la altura de este motor. Producía 435 CV (324 kW) a 5800 rpm y la fábrica afirmó que podía alcanzar una velocidad máxima de 300 km/h (186 mph). Este particular, primer 7 Litri sigue perdido y es sujeto de los sueños de muchos amantes de los coches.

## Cambios de estilo

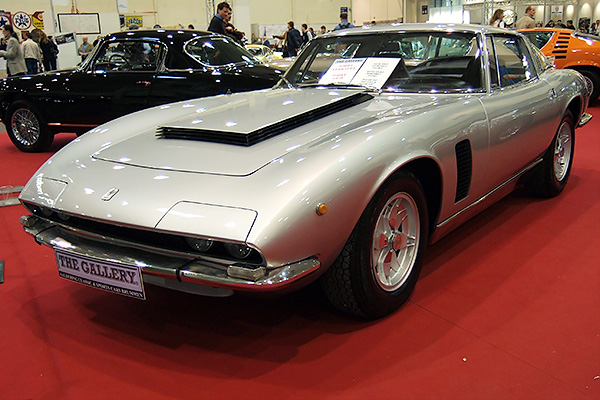
Iso Grifo Can-Am con el característico abovedado de los motores de 7 litros en el capó y los faros escondidos del Grifo de la Serie II.

Posteriormente, en 1970 se produjo un cambio de estilo modificando la sección del morro del auto y nació el Grifo de la Serie II. Este coche tuvo un aspecto más elegante y faros abatibles. Mientras que la serie original fue uno de los más bellos GT jamás construidos, las nuevas líneas eran perfectas y el Grifo de la Serie II se convirtió en una obra maestra intemporal con un aspecto aún más agresivo. En esta nueva serie II, hubo solo 4 Targa construidos y cuando se pasó a utilizar los motores 427 en el nuevo 454 nacía la versión IR-9 "Can Am" . Este motor no era tan rápido como el 7 Litri y la producción se detuvo en 1972. Los 7 Litri de la Serie II son extremadamente raros y son al mismo tiempo, máquinas muy cómodas y brutales de conducir.
En 1972 Iso comenzó a utilizar motores Ford Boss 351 (Cleveland 4BBL) y estos vehículos (Grifo IR-8) se reconocen por su toma de aire más altas que les otorga un aspecto muy agresivo. Esta versión fue el canto del cisne de los Iso Grifos, ISO SPA tuvo que cerrar sus puertas en 1974, durante la crisis del petróleo.

## Coleccionismo
Todos los Grifo son extremadamente deseables hoy en día debido a su rareza, belleza y mecánica sin complejos, por lo que la mayoría de los coches supervivientes están restaurados o en proceso de restauración. Un exempleado de Iso, Roberto Negri, dirige una pequeña empresa en Clusone , Italia, donde Grifos de todo el mundo están siendo restaurados a partir de las especificaciones originales.
Existe un total de 322 unidades de la Serie I y 78 coches de la Serie II construidos para un total de 400 Grifo. 90 fueron 7 Litri, pero cuando se trata de rarezas los Serie II de 5 velocidades (23 unidades) y la Serie II Targa (4 unidades) se llevan la palma, siendo los más raros y más buscados.